# Giorno dell'indipendenza dell'India
Il Giorno dell'indipendenza dell'India (in hindī स्वतंत्रता दिवस; in inglese Independence Day) è una festivitá nazionale della Repubblica dell'India.
Mentre l'altra ricorrenza nazionale importante, quella per la Festa della Repubblica Indiana (in hindī गणतंत्र दिवस, Gaṇataṃtra Divasa; in inglese Republic Day), celebrata il 26 gennaio di ogni anno commemora l'istituzione della Repubblica Indiana e l'entrata in vigore, quindi, della Costituzione dell'India, nel 1950, il Giorno dell'Indipendenza, (in indiano: Swatantrata Divas; in inglese: Independence Day o XV del mese di agosto) che si festeggia il 15 agosto è la festa nazionale indiana volta a commemorare l'indipendenza del paese nei confronti del Regno Unito con l'Indian Independence Act 1947, entrato in vigore il 15 agosto del 1947.
L'Indian Independence Act 1947 è un atto del Parlamento del Regno Unito che ha suddiviso l'India britannica in due domini indipendenti: l'India e il Pakistan. La legge ha ricevuto il parere conforme al 18 luglio 1947, e il Pakistan è sorto il 15 agosto contemporaneamente all'indipendenza dell'India. Tuttavia, a causa dell'esigenza del britannico Lord Mountbatten, l'ultimo viceré dell'impero anglo-indiano, di essere presente a Nuova Delhi, la capitale indiana, per il trasferimento del potere, il Pakistan ha celebrato la sua istituzione il giorno precedente, il 14 agosto 1947, per consentirgli di partecipare a entrambi gli eventi. 
Essa è una ricorrenza molto sentita dagli Indiani, come per la Festa della Repubblica, ed è celebrata con parate militari e varie consuetudini del paese.